# Naufragio del Gökbel
Il naufragio del Gökbel (evento noto anche come naufragio di Marina di Ravenna), fu un sinistro marittimo avvenuto il 28 dicembre 2014 al largo delle coste ravennati, quando la nave da carico generale turca Gökbel entrò in collisione con il mercantile beliziano Lady Aziza, causando l'inabissamento della prima e la morte di due membri dell'equipaggio.

## Storia
La mattina del 28 dicembre 2014 alle ore 8:40, mentre al largo di Otranto si consumava la tragedia del Norman Atlantic, la nave da carico generale turca Gökbel, della compagnia Ömer Çetinkaya, proveniente da Salerno e diretta a Ravenna per scaricare fertilizzanti, entrò in collisione con la Lady Aziza, di proprietà della compagnia KMF Shipping di Saint Kitts e Nevis ma battente bandiera del Belize, quando quest’ultima era in uscita dal porto dopo avere scaricato concimi, diretta a Porto Nogaro, causando una falla che ha provocato l'inabissamento del Gökbel con a bordo 11 marittimi d’equipaggio.
I soccorsi, per via della situazione meteorologica avversa (presenza di nebbia con forti raffiche di vento), arrivarono sul posto verso le 9:30: cinque persone furono tratte in salvo presso la Gökbel e ricoverate non in pericolo di vita all'ospedale di Ravenna mentre dalla nave semi-sommersa si recuperano 2 cadaveri. Successivamente si scopre che ancora 4 persone mancano all'appello, 3 corpi verranno recuperati nei mesi successivi ma uno non verrà mai ritrovato; illesi i 9 membri d'equipaggio della Lady Aziza.

### Procedimento giudiziario
Nel 2016 le indagini condotte dal procuratore capo Alessandro Mancini e dal sostituto Stefano Stargiotti, stabilirono che la causa del sinistro fu dovuta a un concorso di colpa di entrambi i comandanti, notificando l’accusa solo a quello della Lady Aziza, il siriano Moustafa Mouhamad Jendi, per «naufragio colposo e omicidio plurimo colposo» e per «non aver predisposto adeguati sistemi di vedetta, non aver valutato e controllato i sistemi di navigazione, non aver mantenuto velocità adeguate alle condizioni, non aver usato segnalazioni sonore», archiviando per estinzione del reato vista la morte del reo la posizione di quello della Gökbel, Kamil Murat Kantaroğlu. La Gökbel eseguì una manovra errata durante l'entrata nella rada di Ravenna e, complici le condizioni meteorologiche avverse che peggiorarono la visibilità al comandante della Lady Aziza mentre si stava allontanando dal porto, questi andò a speronare la murata di sinistra della Gokbel. 
Il 23 maggio 2018 l’avvocato difensore Damiano Vaudo patteggia, innanzi al GUP Andrea Galanti e al PM Stefano Stargiotti, una pena di 2 anni e 10 mesi per il comandante della Lady Aziza, rintracciato in Siria.

## Le vittime[4]
Tra parentesi è indicata la qualifica di ogni marittimo in lingua turca e inglese.
- Kamil Murat Kantaroğlu, comandante (kaptan – master), 41 anni, di Bornova[5][6]
- Melih Erek, primo ufficiale di coperta, (ikinci kaptan – chief officer), 57 anni, di Istanbul[7][8]
- Emrah Karadaş, ingrassatore (yağcı – oiler), 27 anni, di Ordu[9]
- Zeynel Üstün, marinaio (usta gemici – able seaman), 46 anni, di  Kemalpaşa[10]
- Yiğit Küçükbıyık, primo ufficiale di macchina (ikinci çarkçı – second engineer), 36 anni di Uşak[11]
- Bayram Arslan, cuoco (aşçı – cook), 55 anni, di Çomranlı[12]

Per tramite di una associazione ravennate è stata raccolta una somma di 12.000€ donata ai parenti delle vittime.